# M901 ITV
Le M901 ITV (pour Improved TOW Vehicle, véhicule TOW amélioré) est un véhicule blindé américain mis en service en 1979 et conçu pour transporter un double lanceur de missiles M220 TOW. Il est basé sur le très répandu châssis du véhicule blindé de transport de troupes M113. Le M901 ITV a été retiré du service de l'Armée des États-Unis, son principal utilisateur, vers 2019.

## Équipement
Le M901 ITV fournit à l'équipage et au système d'armes une protection contre les tirs d'armes légères et les éclats d'artillerie. Le chef de char a un champ de vision de 270 degrés à travers le périscope (nommé SLP). Le lanceur de la tourelle possède une capacité d'acquisition et de suivi de jour comme de nuit, et il fournit des couvertures de tir de 360 degrés en azimut et à +35/− 30 degrés en élévation. L’ITV dispose de dispositifs d’arrimage pour les composants TOW montés sur trépied et configurés de manière que le système au sol puisse être démonté et installé en trois à cinq minutes. De plus, l'ITV est complètement amphibie et aéroportable. Il présente les caractéristiques suivantes : 
- Une tourelle "tête de marteau" à commande hydraulique et électrique, fixée sur une coupole M27 modifiée, pouvant être actionnée manuellement.
- Un système d'armes TOW complet de la série M220 rangé et sanglé dans des supports de montage fixes. Le suivi nocturne et la nuit ( AN / TAS-4 ou AN / TAS-4a ) sont montés prêts à fonctionner en tête de la tourelle. Le système de guidage de missile est également connecté à la base de la tourelle.
- Un double lanceur M220 TOW.
- Un lance-grenades fumigènes M243  .
- Un viseur d'acquisition 3x avec un champ de vision de 25 degrés.
- Actionneurs à distance qui permettent des suivis de cible de jour et de nuit.
- Une mitrailleuse montée sur un rail transversal.

Le système est capable de tirer deux missiles sans recharger et contient dix munitions TOW dans le râtelier à munitions. Le rechargement s'effectue sous la protection du blindage et s'effectue en inclinant le dispositif de lancement de sorte que l'équipage puisse atteindre la tourelle par la trappe de toit arrière du transporteur. La tête de visée du lanceur de missiles se trouve au bout d’un bras pivotant qui soulève l’ensemble du lanceur pour le tir. Lorsqu'elle est rangée, la tourelle est dirigée vers le bas et l'arrière du véhicule. L’un des principaux inconvénients du M901 est qu’il est pratiquement incapable de se déplacer lorsque la tourelle est en position de tir et incapable de tirer s’il est en position repliée. Une solution courante consiste à déplacer le véhicule lorsque la tourelle est en position de chargement, ce qui réduit le temps nécessaire pour placer la tourelle en position de tir par opposition à la position de rangement. Passer de la position de tir à la position repliée est une procédure qui prend plusieurs secondes et une certaine habileté de la part de l'opérateur.

## Des variantes
- M901, utilise le lanceur M220A1 TOW.
- M901A1, utilise le lanceur M220A2 TOW 2.
- Le M901A3 utilise le lanceur M220A2 TOW 2 et incorpore le bloc d'alimentation RISE ainsi que le pilotage amélioré du M113A3.

## Pays utilisateurs

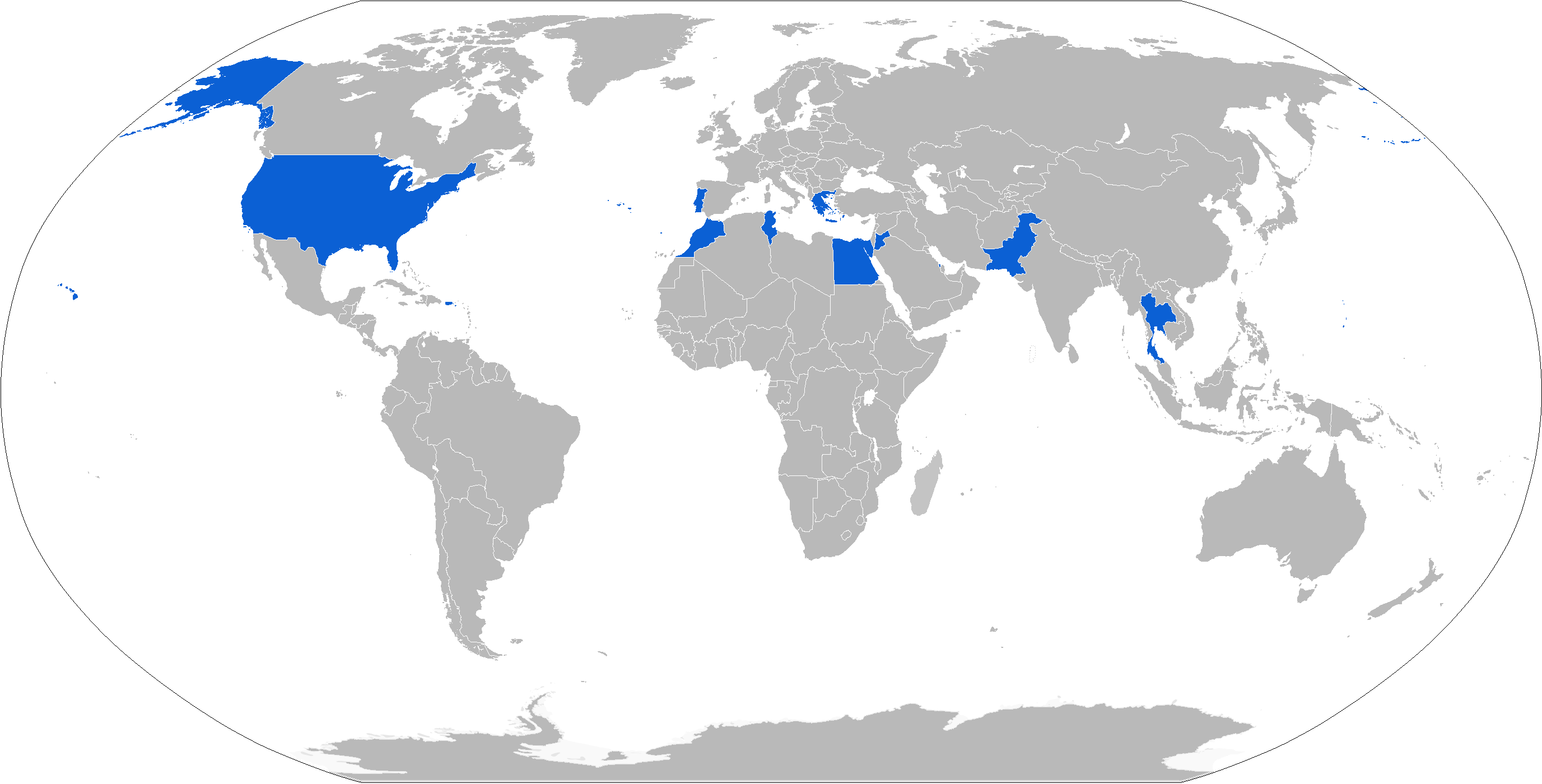
Carte des anciens et actuels utilisateurs du M901, en bleu.

### Utilisateurs actuels

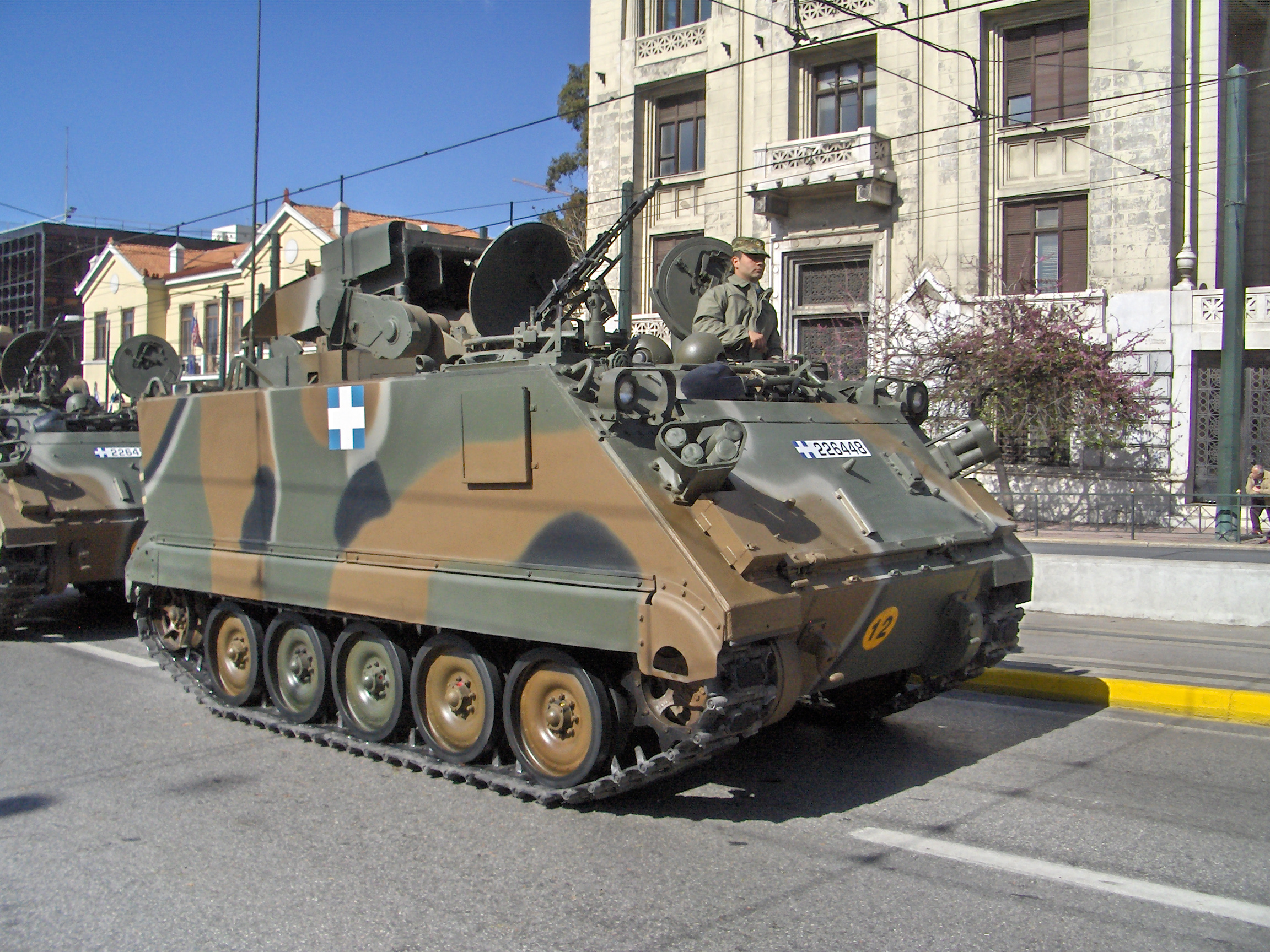
Un M901 grec en 2008.

- Bahreïn : Force terrestre royale de barheïn : 38 M901A1 d'origine américaine livrés en 2001[1].
- Égypte : Armée de terre égyptienne.
- Grèce : Armée hellénique.
- Jordanie : Forces armées jordaniennes.
- Koweït : Armée de terre du Koweït : 58[2].
- Maroc : Armée royale marocaine.
- Pakistan : 24 en service au sein des forces armées pakistanaises[réf. nécessaire].
- Portugal : Armée portugaise : 4 en service depuis 1993.
- Thaïlande : Armée royale thaïlandaise.
- Tunisie : Armée de terre tunisienne.

### Anciens utilisateurs
- Irak : saisi au Koweït et sur le terrain lors de l'invasion de 2003[2].
- États-Unis : armée américaine

## Véhicules similaires
Le M981 FISTV (en) (pour Fire Support Team Vehicle), destiné à l'observation d'artillerie, est basé sur le M901 ITV et lui ressemble, dans le but de le rendre moins distingable sur le champ de bataille.   
Le NM142 est un véhicule similaire utilisé par l'armée norvégienne. 
Le YPR-765 PRAT utilise la même tourelle que le M901 mais montée sur le châssis de l’AIFV, un M113 amélioré. 
Le M1134 Anti-Tank Guided Missile Vehicle (en), basé sur le Stryker, est l’actuel chasseur de char des États-Unis.

### Données techniques
| Modèle                     | M901A1                                                                    |
| -------------------------- | ------------------------------------------------------------------------- |
| Longueur hors tout         | 4,86 m                                                                    |
| Largeur hors tout          | 2,69 m                                                                    |
| Hauteur                    | 2,94 m (lanceur replié) 3,41 m (lanceur déplié) 2,62 m (transport aérien) |
| Garde au sol               | 0,43 m                                                                    |
| Longueur de contact au sol | 2,67 m                                                                    |
| Masse en ordre de combat   | env. 11 800 kg                                                            |
| Pression au sol            | 0,58 kg/cm2                                                               |

| Modèle                                 | M901A1                                                                         |
| -------------------------------------- | ------------------------------------------------------------------------------ |
| Motorisation                           | General Motors 6V53 6 cylindres en V (5 211 cm3) à refroidissement par liquide |
| Puissance brute                        | 212 hp à 2 800 tours par minute                                                |
| Puissance massique brute               | 16,3 hp/t                                                                      |
| Transmission                           | Allison TX-100 trois vitesses avant et une arrière.                            |
| Suspension                             | barres de torsion                                                              |
| Type de carburant                      | gazole MIL-VV-F-800                                                            |
| Contenance des réservoirs de carburant | 360 L                                                                          |
| Vitesse maximale sur route             | 64 km/h                                                                        |
| Vitesse maximale dans l’eau            | 6 km/h                                                                         |
| Autonomie sur route                    | env. 483 km                                                                    |
| Franchissement hauteur                 | 0,61 m                                                                         |
| Franchissement largeur                 | 1,68 m                                                                         |
| Franchissement profondeur              | flotte                                                                         |
| Franchissement pente                   | 60%                                                                            |
| Rayon de braquage                      | 7,92 m                                                                         |

| Modèle             | M901A1                                                                       |
| ------------------ | ---------------------------------------------------------------------------- |
| Type               | plaques de blindage en aluminium laminé 5083/5086 H32 assemblées par soudure |
| Caisse glacis haut | 38 mm à 45°                                                                  |
| Caisse glacis bas  | 38 mm à 30°                                                                  |
| Caisse côtés haut  | 44 mm à 0°                                                                   |
| Caisse côtés bas   | 32 mm à 0°                                                                   |
| Caisse arrière     | 38 mm à 9°                                                                   |
| Caisse toit        | 38 mm à 90°                                                                  |
| Plancher           | 29 mm à 90°                                                                  |

| Modèle                        | M901A1 |
| ----------------------------- | --- |
| Armement principal            | Lance-missiles TOW                                                                                            |
| Munitions armement principal  | 10 missiles TOW2                                                                                              |
| Armement secondaire           | 1x mitrailleuse M60 de toit                                                                                   |
| Munitions armement secondaire | 800 cartouche de 7,62 mm OTAN                                                                                 |
| Autre armement                | 2x M16A1 (560 cartouche de 5,56 mm OTAN) 2x tubes quadruples lance-grenades fumigènes (16 grenades fumigènes) |